# Charles Richard Tooby

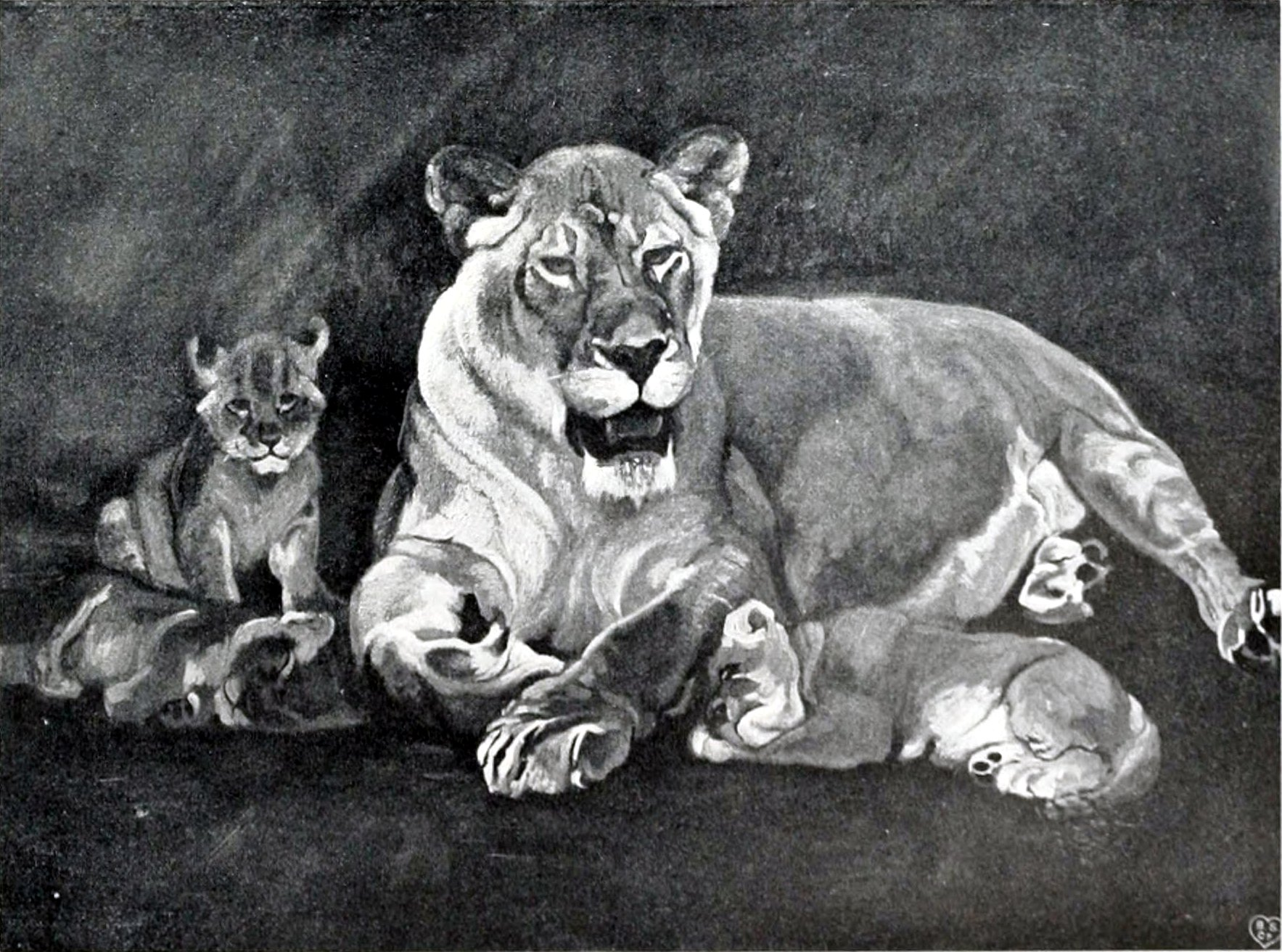
Lionne et lionceaux de Charles Richard Tooby.

Charles Richard Tooby (Londres 1863 - Copenhague 1918) fue un pintor inglés.
En su niñez pasó a Weimar para estudiar pintura y luego se estableció en Múnich donde residió veinticinco años, tomando parte en muchas de sus Exposiciones, principalmente en las de Secesión, de la cual fue individuo.
A pesar de su larga permanencia en Alemania, mantenía vivo en su corazón el amor por su patria, por lo cual al estallar la Primera Guerra Mundial los alemanes le confinaron en el campamento de Rechleben, en donde su salud quedó tan maltrecha que cuando le pusieron en libertad estaba ya desahuciado por los médicos.
Obras de su mano hay en las principales colecciones de Alemania. Se distinguió como animalista.
- Datos: Q6409964
- Multimedia: Charles Tooby / Q6409964

- El contenido de este artículo incorpora material del tomo 51 de la Enciclopedia Universal Ilustrada Europeo-Americana (Espasa), cuya publicación fue anterior a 1945, por lo que se encuentra en el dominio público.